# Ленчицкое перемирие
Ле́нчицкое переми́рие (пол. Rozejm w Łęczycy) — перемирие, заключенное в Ленчицком замке 25 декабря 1433 года в ходе польско-тевтонской войны 1431-1435 годов  между Королевством Польским и Тевтонским орденом на двенадцать лет.

## Предыстория
Под давлением населения Пруссии Тевтонский орден был вынужден согласиться на перемирие на условиях польской стороны, главным из которых был разрыв Ордена с противостоявшим Польше великим князем литовским Свидригайлой. 

## Условия
1. Да будет между королём, его потомством, Королевством Польским, Жигмунтом великим князем литовским, Земовитом, Казимиром, Влодконом (Владиславом) и Болконом (Болеславом) князьями  мазовецкими с одной стороны, а с другой великим магистром Паулем фон Руссдорфом, магистром ливонским Циссе фон Рутенбергом, и магистром германским Эберхардом фон Заунсхаймом, и их союзниками перемирие, долженствуещее длиться 12 лет, починая от будущего Рождества Христова.
2. Представители, назначенные с одной и другой стороны, да съедутся в Слоньске в день Рождества Пресвятой Богородицы [8 сентября] года следующего с целью замены перемирия нынешнего миром вечным.
3. Покуда мир не установится, каждая сторона останется при том, что завоевала во время войны; так что Аренвальд останется у Польши, равно как верховенство [сюзеренитет] над владениями рода Ведель, а Орден сохранит во владении Нешаву и течение Вислы.
4. Все замки, сожжённые поляками, останутся в некоторого рода нейтральности, покуда перемирие продолжаться будет, и не могут быть укреплены ни одной из сторон.
5. Границы между владениями Ордена [с одной стороны] и князей мазовецких, и [князя] столпенского [с другой стороны] да останутся на время перемирия в том состоянии, в котором находились до войны.
В статьях 6 и 7 великий магистр обязался сохранить архиепископу гнезненскому и другим священнослужителям Королевства Польского право пользования владениями в границах Ордена, какими они обладали до войны. 
8. Тевтонский орден разрывает соглашения с князем Свидригайлой и обязуется не поддерживать его в дальнейшем. Великий магистр обязуется передать представителям, каковых король пришлёт до Рачёнжа в канун Обрезания Господня [1 января], трактат, заключённый со Свидригайлой, то есть акт, который ему тот князь выдал; король в свою очередь обязуется выдать одновременно послам великого магистра, копию трактата, которую он выдал Свидригайле.
9. Король обязуется склонить великого князя литовского Жигимонта, к сохранению сего перемирия и подтверждению его оригинальным актом, который король передаст великому магистру на будущее Рождество Христово; в свою очередь великий магистр обязался вручить королю в это же время подобный акт со стороны магистра Ливонского.
11 статья посвящена участи преступников, укрывшихся в странах, подписывающих данное перемирие.
12. Ни одна из держав, подписавших перемирие, не должна давать прибежища, равно как и дозволять проезд неприятелям, либо тем, которые хотели бы смуту возбуждать в другой державе.
13. Если бы подданные одной из договаривающихся держав допустили злоупотребления в другом государстве, то перемирие не должно считаться нарушенным; [должен быть] обозначен способ, для предотвращения подобных злоупотреблений.
Статьи с 14 по 17 посвящены обеспечению свободной торговлю и мытным сборам.
18. На время перемирия должен сохраняться мост, сооружённый на реке Дрвенце [Drewentz] в окрестностях Окецета.
19. Предоставляется право выбора великому магистру либо снести плотину у мельницы в Любиче, вместе с указанной мельницей, либо отдавать половину доходов от мельницы королю на время перемирия, при условии, чтобы тот оплатил половину затрат на строительство.
20. Стороны поклялись сохранять договор так верно, что обязывались не слушать ни папы римского, ни императора [Священной Римской империи], ни королей, ни собраний священников, то есть соборов, когда бы те захотели склонить к его разрыву.
21. Король и великий магистр обязались издать письма [указы], в которых не только позволяли, но и прямо приказывали у непослушанию [в случае], если бы они [король и великий магистр] захотели разорвать нынешнее перемирие, заключённое в Ленчице, во вторник после святой Люции, то есть дня 15 декабря года 1433.